# 打靶法
打靶法（英語：Shooting method）是数值分析中在求解边界值问题時，将解归约为求解數個初值问题的方法。下面的讨论在打靶法的解释中有详细注释。
对于一个二阶常微分方程的边界值问题，该方法表述如下：
令
{\displaystyle y''(t)=f(t,y(t),y'(t)),\quad y(t_{0})=y_{0},\quad y(t_{1})=y_{1}}
为边界值问题。
令 y(t1; a) 代表下列初值问题的一个解
{\displaystyle y''(t)=f(t,y(t),y'(t)),\quad y(t_{0})=y_{0},\quad y'(t_{0})=a}
定义函数F(a)为y(t1; a)和给定边界值y1的差
{\displaystyle F(a)=y(t_{1};a)-y_{1}\,}
若边界值问题有解，则F有一个根，而这个根就是y'(t0)的给出边界问题解y(t)的取值。
上述問題的求解可以采用通常的求根方法，例如二分法或者牛顿法。

## 线性打靶法
边界值问题是线性的，若f形为
{\displaystyle f(t,y(t),y'(t))=p(t)y'(t)+q(t)y(t)+r(t).\,}
这个情况下，边界值问题的解通常给出为
{\displaystyle y(t)=y_{(1)}(t)+{\frac {y_{1}-y_{(1)}(t_{1})}{y_{(2)}(t_{1})}}y_{(2)}(t)}
其中{\displaystyle y_{(1)}(t)}是下面的初值问题的一个解
{\displaystyle y''(t)=f(t,y(t),y'(t)),\quad y(t_{0})=y_{0},\quad y'(t_{0})=0,}
而{\displaystyle y_{(2)}(t)}是下面的初值问题的解：
{\displaystyle y''(t)=p(t)y'(t)+q(t)y(t),\quad y(t_{0})=0,\quad y'(t_{0})=1.}
结果成立的精确条件请参看证明。

## 例子
Stoer及Burlisch曾提出一個如下的边界值问题（Section 7.3.1）
{\displaystyle w''(t)={\frac {3}{2}}w^{2},\quad w(0)=4,\quad w(1)=1}
以下的初值問題
{\displaystyle w''(t)={\frac {3}{2}}w^{2},\quad w(0)=4,\quad w'(0)=s}
在s = −1, −2, −3, ..., −100等條件下求解，且令F(s) = w(1;s) − 1，其圖形繪製在第一圖中，根據圖中可知，其解接近−8及−36。
第二圖繪出一些w(t;s)的軌跡。
初值問題的解是由LSODE演算法計算，利用數學軟體GNU Octave實現。
Stoer及Bulirsch列出有二個解，可以用代數法求解。
對應初始條件約w′(0) = −8及 and w′(0) = −35.9時的值。

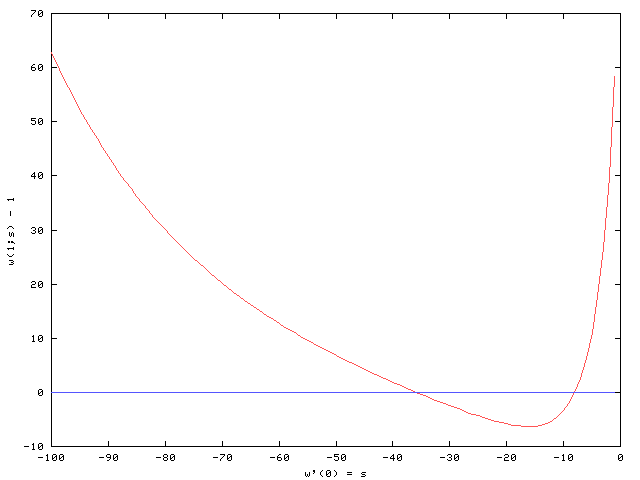
F(s) = w(1;s) − 1.

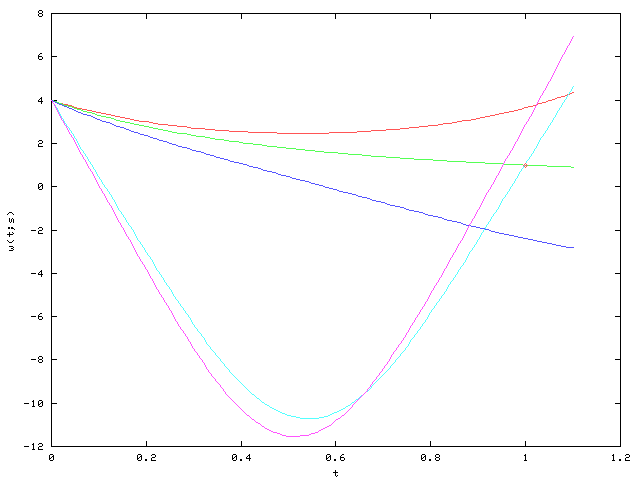
w(t;s)的軌跡，s = w(0)等於−7, −8, −10, −36及−40（顏色分別是紅、綠、藍、淺藍、洋紅），(1,1)有繪製一紅色的菱形。